# Markus Näslund

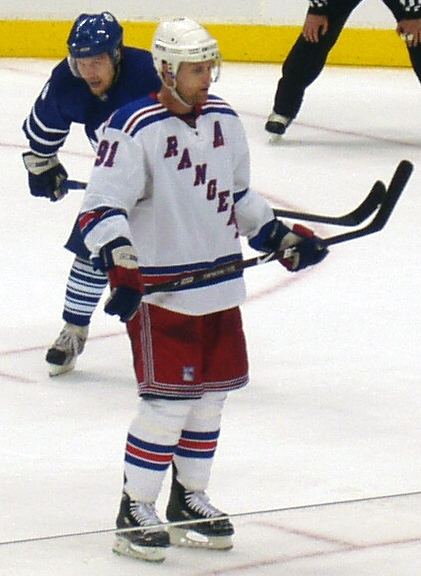
Näslund i New York Rangers.

Sten Markus Näslund, född 30 juli 1973 i Örnsköldsvik, är en svensk före detta professionell ishockeyspelare. Under sin karriär har han spelat för bland annat Modo Hockey i Elitserien, NHL-klubbarna Pittsburgh Penguins, Vancouver Canucks och New York Rangers. Under första halvan av 2000-talet var Näslund en av NHL:s mest framstående spelare. Under denna period blev han bland annat uttagen till NHL:s all-star match fem säsonger i rad och uttagen i NHL All-Star Team 2002, 2003 och 2004. År 2003 blev han nominerad till priset som NHL:s mest värdefulla spelare Hart Memorial Trophy och fick motta Lester B. Pearson Award. Näslund är den tredje svensk någonsin att få sin tröja upphissad i taket i en NHL-arena (Vancouver Canucks).
Efter spelarkarriären var Näslund general manager för Modo Hockey fram till våren 2014, och är numera sedan juli 2015 affärsman i alpinsportorten Åre som delägare i ett stort stugbyprojekt.

## Klubblagskarriär

### Juniortiden i Modo
Ångermanland vann 1988 turneringen TV-pucken och Näslund blev vald till turneringens bästa forward. I laget spelade Näslund tillsammans med en annan av Modos blivande giganter Peter Forsberg. Säsongen 1988/89 spelade han, 15 år gammal, med både A-laget (division 2) och J18-laget (i norra J18 Elit-serien) i Örnsköldsviks SK. 1989/90 gick han över till Modo, där han blev en av stjärnorna bland Modos berömda 73:or (där även Peter Forsberg, Andreas Salomonsson och Hans Jonsson ingick). I juniorlaget öste han in poäng, och 17 år gammal fick han debutera i elitserien med Modo. Sin första säsong 1990/91 gjorde han tio mål och nio assists på 32 matcher. I 1991 års NHL Entry Draft valdes Näslund av Pittsburgh Penguins i den första rundan, som 16:e spelare totalt. Säsongen därpå blev det 22 mål och 18 assists på 39 matcher i Elitserien. Säsongen 1992/93 snittade han en poäng per match, och gjorde sedan fem poäng på Modos tre slutspelsmatcher.

### NHL-karriären

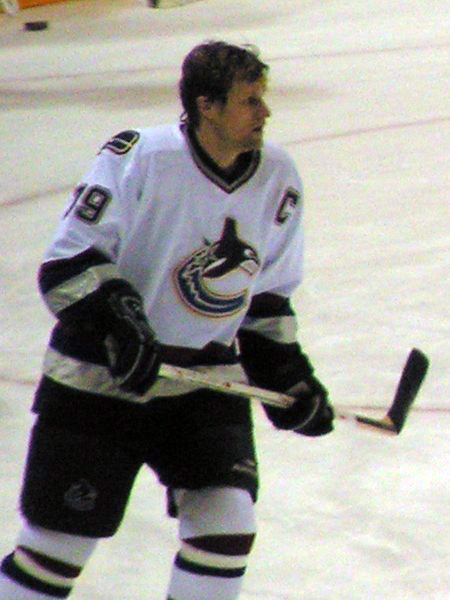
Näslund i Vancouver Canucks år 2004.

Till säsongen 1993/94 flyttade Näslund till NHL och Penguins. Som 19-åring spelade han så 71 NHL-matcher i ett lag med Mario Lemieux och Jaromir Jagr. Sin andra säsong spelade han bara 14 matcher i laget, och stundtals fick han spela i farmarlaget Cleveland Lumberjacks. Den tredje säsongen (1995/96) gjorde Näslund 52 poäng på 66 matcher i Penguins, men i mars samma säsong byttes han bort mot Alek Stojanov. De sista tio matcherna på säsongen fick han spela i Vancouver Canucks. 

#### Vancouver Canucks
Pittsburghs trade med Vancouver anses i efterhand vara en av de sämsta bytesaffärerna i NHL:s historia. Alek Stojanov spelade bara drygt hundra matcher i NHL, under vilka han gjorde två mål. Markus Näslund däremot, utvecklades till en toppforward i Canucks. Sin första hela säsong i laget gjorde han 21 mål och 20 assists. 
Efter en mindre lyckad andra säsong kom genombrottet säsongen 1998/99. På 80 matcher gjorde han 36 mål och 30 assists, bäst i laget. Han blev utnämnd till Canucks mest värdefulle spelare och uttagen till NHL:s All Star-match. Samma sak säsongen 1999/00.
I september 2000 blev Markus Näslund utämnd till lagkapten i Vancouver Canucks. Han hade dittills bara spelat ett slutspel i NHL (1996), och hade inte testats som framträdande spelare under ett sådant. Säsongen 2000/01 gjorde Näslund 41 mål (tredje bäst i ligan) och totalt 75 poäng (elfte bäst i ligan). Det ledde till ytterligare utmärkelser som lagets bäste poänggörare och mest värdefulle spelare, men Canucks nådde inte slutspel. 
Säsongen 2001/02 slutade han på andra plats i poängligan bakom Jarome Iginla med 90 poäng, fördelat på 40 mål och 50 assists, på 81 matcher. Laget tog sig till slutspel men blev utslagna redan i första omgången. På sex slutspelsmatcher gjorde Näslund endast ett mål och en assist.
Säsongen därpå gjorde Markus Näslund sin bästa grundsäsong någonsin, spelande i en av ligans bästa förstakedjor tillsammans med Todd Bertuzzi och Brendan Morrison. 104 poäng, varav 48 mål, placerade honom tvåa i NHL:s poängliga, endast Peter Forsberg var bättre. Näslund blev framröstad av sina spelarkollegor som ligans bäste spelare, och fick för det ta emot Lester B. Pearson Award. Canucks tog sig till andra rundan i slutspelet, och blev utslagna i en sjunde och avgörande match. Näslund snittade en poäng per match. 

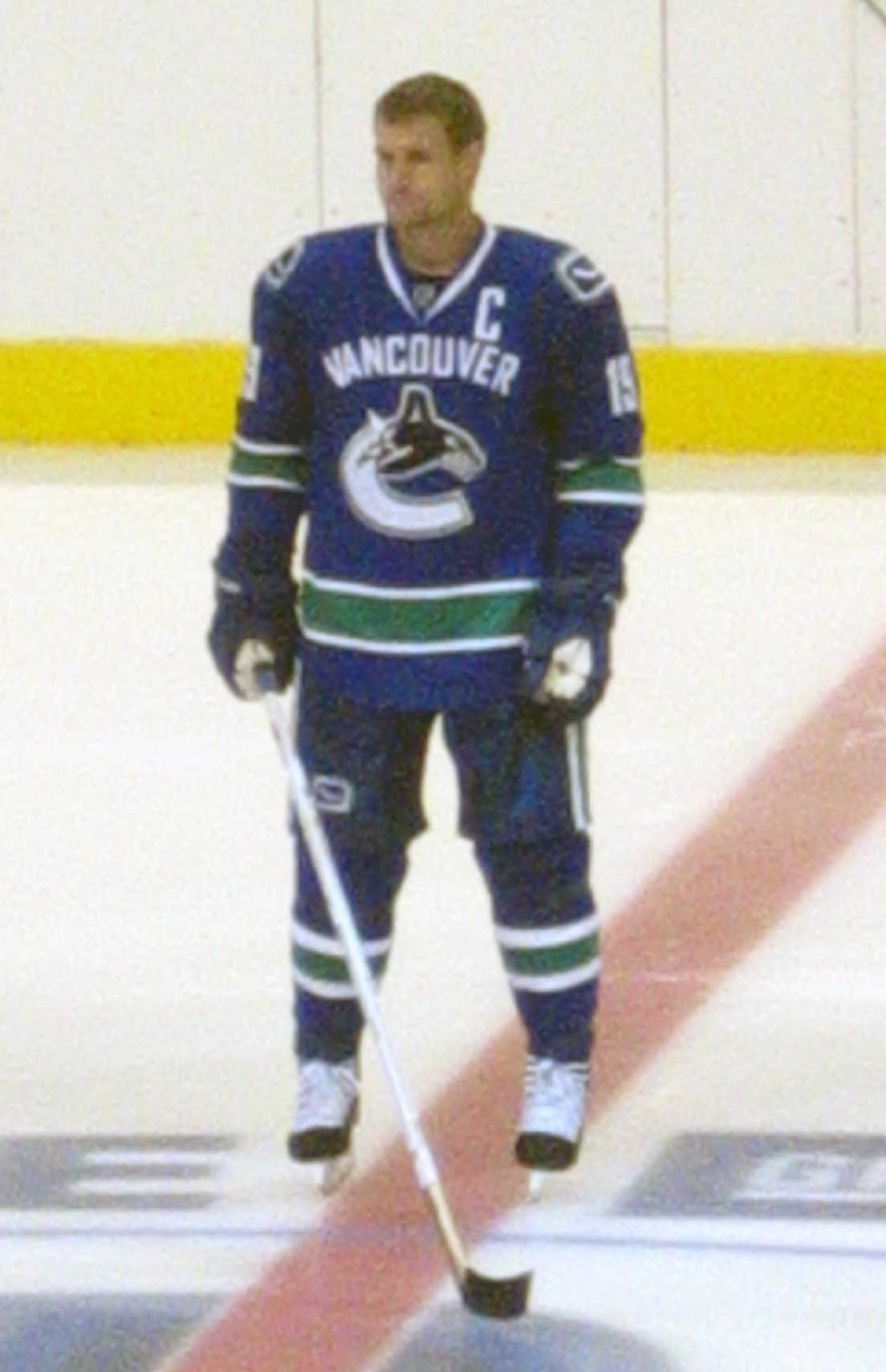
Näslund med Canucks nya logga i augusti 2007.

Säsongen 2004/05 ställdes NHL in; tillsammans med bland andra Peter Forsberg, Daniel Sedin, Henrik Sedin, Tommy Salo och Mattias Weinhandl flyttade han tillbaka till Modo. Laget blev på pappret en av favoriterna till SM-guldet, med alla NHL-stjärnor. Modo slogs dock ut redan i kvartsfinalerna i slutspelet. 
Efter nystarten av NHL gjorde Näslund 79 poäng 2005/06 som innebar att han för sjunde säsongen i rad blev Canucks bästa poängplockare, vilket var klubbrekord.
Säsongen 2006/07 spelade Näslund ofta tillsammans med bröderna Sedin, en kedja som kallades Ikea-kedjan för sina svenska beståndsdelar. Han gjorde 60 poäng under säsongen, vilket var hans lägsta poängsumma sedan säsongen 1997/98. Säsongen efter sjönk poängproduktionen ytterligare, till 55 poäng.

#### New York Rangers
När kontraktet med Canucks gick ut i slutet av säsongen 2007/08 skrev han ett tvåårskontrakt med New York Rangers och lämnade därmed Vancouver som han representerat under tolv säsonger, varav åtta som lagkapten. Under åren i Vancouver blev det totalt 884 NHL-matcher, 346 mål och 410 assists. Han höll klubbrekord i både antal gjorda mål och poäng.
Säsongen 2008/09, som kom att bli Näslunds sista i NHL, gjorde han 24 mål och 22 assists på 82 matcher för Rangers. Den 3 maj 2009 meddelade den amerikanska dagstidningen New York Post att Markus Näslund hade valt att bryta sitt dåvarande tvåårskontrakt med New York Rangers, för att istället avsluta sin 15 år långa NHL-karriär.
Markus Näslunds tre 40-målssäsonger, och ytterligare tre 30-målssäsonger gjorde honom till en NHL:s främsta målskyttar under en period i slutet av 90-talet och början av 00-talet. Han är näst efter Mats Sundin den svensk som gjort flest grundseriemål i NHL (395 stycken). Hans 48 mål säsongen 2002/03 är den tredje högsta målsumma någon svensk kommit upp i under en enskild grundsäsong i NHL – endast Håkan Loobs 50 mål säsongen 1987/88, samt Kent Nilssons 49 mål säsongen 1980/81 är bättre.
Den 13 december 2010 hedrades Näslund genom att få sin tröja med nummer 19 hissad i taket på Vancouver Canucks hemmaarena.

### Återkomsten i Modo
Den 17 november 2009 meddelade Markus Näslund att han skulle spela resten av elitseriesäsongen för Modo gratis – tillsammans med sin radarpartner från junioråren, Peter Forsberg. Han noterade en assist redan i debutmatchen (när Modo slog Rögle med 4-1) och samlade totalt 29 poäng, fördelat på 10 mål och 19 assists, på 29 matcher. Trots det missade Modos slutspel för andra säsongen i rad och Näslund meddelade efteråt att definitivt ha avslutat sin spelarkarriär. Den 1 januari 2011 började Näslund sitt nya jobb som General manager (GM) i Modo, en position som Näslund blev först av att inneha.

## Landslagskarriär
I Tre Kronor var Näslund mest framgångsrik i VM 1999, då han var lagets poängkung med tio poäng på lika många matcher, och turneringen slutade med ett brons. Han deltog i ytterligare tre VM-turneringar; 1993, 1996 och 2002, varav den senare gav ett brons. 
Näslund deltog i vinter-OS i Salt Lake City 2002, där han gjorde två mål och en assist på fyra matcher. Inför vinter-OS i Turin 2006 togs han ut i truppen, men blev skadad och kunde inte spela turneringen. 
Näslund var också med i Sveriges lag i World Cup-turneringarna 1996 och 2004.

## Statistik

### Klubbkarriär
| 1990–91           | Modo Hockey         | Elitserien        | 32   | 10  | 9   | 19  | 14  | —  | —  | —  | —  | —  |
| 1991–92           | Modo Hockey         | Elitserien        | 39   | 22  | 17  | 39  | 52  | —  | —  | —  | —  | —  |
| 1992–93           | Modo Hockey         | Elitserien        | 39   | 22  | 17  | 39  | 67  | 3  | 3  | 2  | 5  | 0  |
| 1993–94           | Pittsburgh Penguins | NHL               | 71   | 4   | 7   | 11  | 27  | —  | —  | —  | —  | —  |
| 1994–95           | Pittsburgh Penguins | NHL               | 14   | 2   | 2   | 4   | 2   | —  | —  | —  | —  | —  |
| 1995–96           | Pittsburgh Penguins | NHL               | 66   | 19  | 33  | 52  | 36  | —  | —  | —  | —  | —  |
| 1995–96           | Vancouver Canucks   | NHL               | 10   | 3   | 0   | 3   | 6   | 6  | 1  | 2  | 3  | 8  |
| 1996–97           | Vancouver Canucks   | NHL               | 78   | 21  | 20  | 41  | 30  | —  | —  | —  | —  | —  |
| 1997–98           | Vancouver Canucks   | NHL               | 76   | 14  | 20  | 34  | 56  | —  | —  | —  | —  | —  |
| 1998–99           | Vancouver Canucks   | NHL               | 80   | 36  | 30  | 66  | 74  | —  | —  | —  | —  | —  |
| 1999–00           | Vancouver Canucks   | NHL               | 82   | 27  | 38  | 65  | 64  | —  | —  | —  | —  | —  |
| 2000–01           | Vancouver Canucks   | NHL               | 72   | 41  | 34  | 75  | 58  | —  | —  | —  | —  | —  |
| 2001–02           | Vancouver Canucks   | NHL               | 81   | 40  | 50  | 90  | 50  | 6  | 1  | 1  | 2  | 2  |
| 2002–03           | Vancouver Canucks   | NHL               | 82   | 48  | 56  | 104 | 52  | 14 | 5  | 9  | 14 | 18 |
| 2003–04           | Vancouver Canucks   | NHL               | 78   | 35  | 49  | 84  | 58  | 7  | 2  | 7  | 9  | 2  |
| 2004–05           | Modo Hockey         | Elitserien        | 13   | 8   | 9   | 17  | 8   | 6  | 0  | 1  | 1  | 10 |
| 2005–06           | Vancouver Canucks   | NHL               | 81   | 32  | 47  | 79  | 66  | —  | —  | —  | —  | —  |
| 2006–07           | Vancouver Canucks   | NHL               | 82   | 24  | 36  | 60  | 54  | 12 | 4  | 1  | 5  | 16 |
| 2007–08           | Vancouver Canucks   | NHL               | 82   | 25  | 30  | 55  | 46  | —  | —  | —  | —  | —  |
| 2008–09           | New York Rangers    | NHL               | 82   | 24  | 22  | 46  | 57  | 7  | 1  | 2  | 3  | 10 |
| 2009–10           | Modo Hockey         | Elitserien        | 29   | 10  | 19  | 29  | —   | —  | —  | —  | —  | —  |
| Elitserien totalt | Elitserien totalt   | Elitserien totalt | 123  | 62  | 52  | 114 | 141 | 9  | 3  | 3  | 6  | 10 |
| NHL totalt        | NHL totalt          | NHL totalt        | 1117 | 395 | 474 | 869 | 736 | 52 | 14 | 22 | 36 | 56 |

## Klubbar
- Järveds IF            (moderklubb)
- Örnsköldsviks SK            (1988-89)
- Modo Hockey           (1989–90 - 1992–93, 2004–05, 2009–10)
- Pittsburgh Penguins   (1993–94 - 1995–96)
- Cleveland Lumberjacks (1993–94 - 1994–95) 5 + 7 matcher
- Vancouver Canucks     (1995–96 - 2006–07)
- New York Rangers      (2008–09)

## Övrigt
Markus Näslund medverkar i filmen Sudden Death som sig själv när han spelar i Pittsburgh Penguins.
Markus Näslund har varit öppen med sin tro på Gud och hans farfar var frikyrkopastor i Gottne. Han är gift och har tre barn.

### Webbkällor
- ”Markus Naslund”. nhl.com. http://www.nhl.com/player/8458530. Läst 16 juni 2011.

### Fotnoter
1. ↑  http://sverigesradio.se/sida/avsnitt/583131?programid=2071  Arkiverad 6 oktober 2015 hämtat från the Wayback Machine.
2. ↑  ”Markus Naslund”. tsn.ca. Arkiverad från originalet den 14 augusti 2011. https://web.archive.org/web/20110814231356/http://www.tsn.ca/nhl/teams/players/bio/?id=350. Läst 16 juni 2011.
3. ↑  ”Näslund om tröjhyllningen: ”Mäktigt””. svd.se. http://www.svd.se/sport/naslund-om-trojhyllningen-maktigt_5803737.svd. Läst 16 juni 2011.
4. ↑  "Näslunds nya karriär", Expressen, läst 2015-07-31.
5. ↑  "TV-pucken 1988"
6. ↑  ”Klassfest gör Modo till superlag”. aftonbladet.se. http://www.aftonbladet.se/sportbladet/hockey/sverige/elitserien/article168074.ab. Läst 16 juni 2011.
7. ↑  ”Rekordtrion återförenas i MODO”. hockeyligan.se. Arkiverad från originalet den 5 juni 2011. https://web.archive.org/web/20110605061905/http://hockeyligan.se/index.php?article=4417. Läst 16 juni 2011.
8. ↑  ”What was the worst trade in Penguins history?”. post-gazette.com. http://www.post-gazette.com/pg/10062/1039696-125.stm. Läst 16 juni 2011.
9. ↑  ”Eight of the NHL's worst trades of all time”. usatoday.com. http://www.usatoday.com/sports/hockey/columnist/montgomery/2008-02-13-worst-trades_N.htm. Läst 16 juni 2011.
10. ↑  ”GM Craig Patrick leaving Penguins after nearly 17 years”. usatoday.com. http://www.usatoday.com/sports/hockey/nhl/penguins/2006-04-20-gm-patrick-out_x.htm. Läst 16 juni 2011.
11. ↑  ”O Captain! My Captain!”. nhl.com. http://canucks.nhl.com/club/news.htm?id=452769. Läst 16 juni 2011.
12. ↑  ”Canucks to do it for Naslund”. cbc.ca. http://www.cbc.ca/sports/story/2001/03/17/canucks010317.html. Läst 16 juni 2011.
13. ↑  ”Stats”. nhl.com. http://www.nhl.com/ice/playerstats.htm?fetchKey=20022ALLSASAll&sort=points&viewName=points. Läst 16 juni 2011.
14. ↑  ”Hat Tricksters”. sportsillustrated.cnn.com. Arkiverad från originalet den 28 juni 2011. https://web.archive.org/web/20110628214556/http://sportsillustrated.cnn.com/vault/article/magazine/MAG1027938/index.htm. Läst 16 juni 2011.
15. ↑  ”"Nya Modo" satsar på ungdomar och kollektivet”. Dagens Nyheter. http://www.dn.se/sport/nya-modo-satsar-pa-ungdomar-och-kollektivet. Läst 16 juni 2011.
16. ↑  ”Canucks to celebrate 40th anniversary by retiring Markus Naslund's number, debate ensues”. nbcsports.com. http://prohockeytalk.nbcsports.com/2010/07/07/canucks-to-celebrate-40th-anniversary-by-retiring-markus-naslunds-number-debate-ensues/. Läst 16 juni 2011.
17. 1 2  ”Markus Naslund heading to Rangers”. cbc.ca. http://www.cbc.ca/sports/hockey/story/2008/07/03/naslund-nyr.html. Läst 16 juni 2011.
18. ↑  ”www.nypost.com”. Arkiverad från originalet den 5 maj 2009. https://web.archive.org/web/20090505083908/http://www.nypost.com/seven/05032009/sports/rangers/naslund_to_skate_off_into_the_sunset_167356.htm. Läst 5 maj 2009.
19. ↑  ”Vancouver Canucks retire Markus Naslund's number 19”. nhl.com. http://canucks.nhl.com/club/news.htm?id=546092. Läst 21 december 2010.
20. ↑  Mattias Ek (17 november 2009). ”Foppa och Näslund spelar gratis”. Expressen. Arkiverad från originalet den 20 november 2009. https://web.archive.org/web/20091120050150/http://hockey.expressen.se/elitserien/1.1782472/foppa-och-naslund-spelar-gratis. Läst 30 november 2009.
21. ↑  ”Markus Näslund General Manager i MODO Hockey”. modohockey.se. http://www.modohockey.se/artikel/8xfmainsm-4ij6i1/markus-naslund-general-manager-i-modo-hockey. Läst 16 juni 2011.
22. ↑  https://sverigesradio.se/artikel/6224049